# ウルリッヒ・ドレッパー

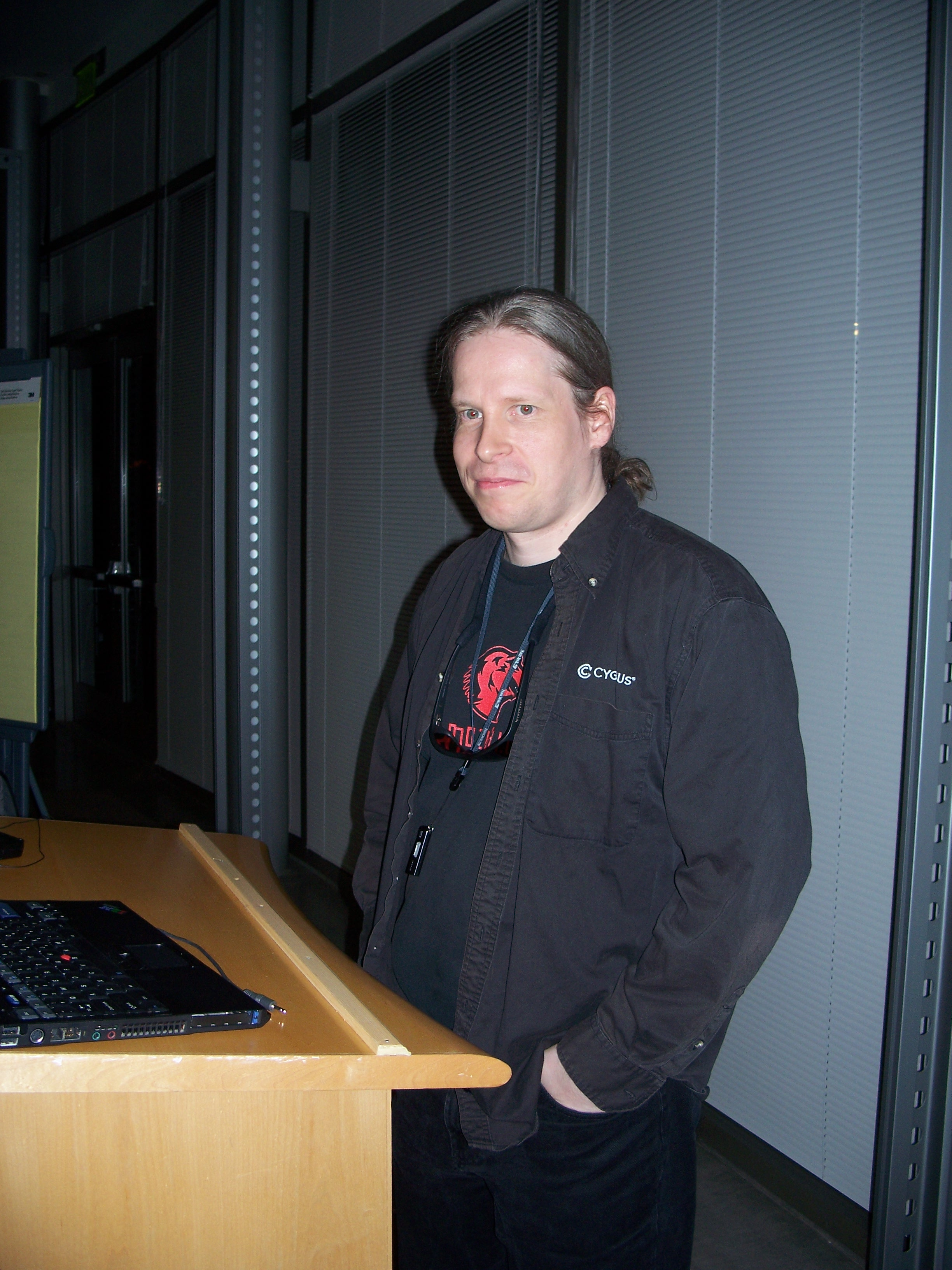
ウルリッヒ・ドレッパー (2007)

ウルリッヒ・ドレッパー (Ulrich Drepper) は、「GNU C 標準ライブラリ」プロジェクト glibc の中心人物であったソフトウェア技術者。
ドレッパーはカールスルーエ工科大学にて情報科学の学位を取得している。1996年からCygnus Solutionsに勤務し、1999年から2010年9月まではRed Hat Linuxディストリビューションのコントリビュータとして貢献した。2010年10月、ゴールドマン・サックスに入社。その傍ら、x86openプロジェクトのメンバ、システムプログラミングについての専門書の著者としても活躍している。

## 著書
- Linux Threads Programming: Linux Concurrency And Performance (1 ed.). Prentice Hall. (2011-2-2). ISBN 978-0-131-48726-0
- “What every programmer should know about memory” (PDF).   Red Hat (21. November 2007). 2016年3月10日閲覧。